# Latinskoamerički medicinski fakultet
Escuela Latinoamericana de Medicina (ELAM), (hrvatski; Latinskoamerički medicinski fakultet), je međunarodni medicinski fakultet na Kubi. Osnovan je nakon što su 1998. dva uragana (Georges i Mitch) poharala Karibe i Srednju Ameriku.
Fakultet se nalazi nekoliko kilometara zapadno od Havane na prostoru koji je nekad pripadao mornaričkoj bazi.  Trenutno na fakultetu studira oko 12.000 studenata iz 29 zemalja i preko 100 etničkih grupa (većina studenata dolazi iz siromašnih i marginaliziranih dijelova Latinske Amerike te 51% čine žene).
Školovanje je besplatno i traje 12 semestara. Tijekom školovanja poseban naglasak je stavljan na izučavanja tropskih i zaraznih bolesti u suradnji s kubanskim institutom za tropske bolesti Pedro Kourí.

## Povijest
Od 1969, Kuba je pružala medicinsku pomoć ugroženim dijelovima Latinske Amerike. Nakon što su u 1998 godine u veoma kratkom roku dva uragana poharala regiju, pokazalo se da slanje doktora u pogođena područja nije dovoljno. Tada je bivši kubanski predsjednik Fidel Castro odlučio osnovati Latinskoamerički medicinski fakultet na kojem će se školovati ljudi iz pogođenih regija te na taj način omogućiti stalnu medicinsku skrb. 
Ubrzo su došli prvi studenti iz Gvatemale i Nikaragve. Program je uskoro proširen na Latinsku Ameriku, Karibe, Sjevernu Ameriku, Aziju i Afriku. Prva generacija studenata primila je svoje diplome na svečanosti održanoj u kazalištu Karl Marx u Havani, 20. kolovoza 2005.

## Program školovanja
- Za detaljan program školovanja, pogledajte Vanjske poveznice.

Prvih šest mjeseci školovanja je posvećeno općim predmetima poput kemije, biologije, fizike, matematike, povijesti i španjolskog jezika. Dodatna pažnja je posvećena studentima koji, u zemljama iz kojih dolaze, nisu imali pristup odgovarajućem akademskom obrazovanju kako bi mogli s jednakim uspjehom kao i njihovi kolege pratiti predavanja tijekom prve dvije godine. Školovanje traje šest godina i sastoji se od dvije godine osnovnog medicinskog obrazovanja, tri godine kliničkih rotacija i jedne godine stažiranja. Svi studenti prve dvije godine pohađaju na ELAM-u dok ostatak školovanja nastavljaju u jednoj od 21 sveučilišne bolnice diljem Kube. Tijekom završne šeste godine studenti prolaze stažiranje koje uključuje internu medicinu, kirurgiju, porodništvo i ginekologiju, pedijatriju i obiteljsku medicinu. Stažisti iz zemalja u kojima Kuba ima svoje medicinske timove, obuku provode u svojoj zemlji uz superviziju kubanskih doktora.

## Stipendija
Stipendija uključuje: školarinu, knjige i smještaj te skroman mjesečni novčani iznos za osobne potrebe. Za uzvrat se od studenata očekuje da rade u jednoj od siromašnih i medicinski zapostavljanih zajednica Latinske Amerike.

## Zemlje s kojima Kuba ima medicinsku suradnju
Latinska Amerika
Antigva i Barbuda, Argentina, Aruba, Bahami, Belize, Bolivija, Brazil, Kolumbija, Kostarika, Dominika, Dominikanska republika, Ekvador, Grenada, Gvatemala, Gvajana, Haiti, Honduras, Jamajka, Meksiko, Panama, Paragvaj, Peru, Venezuela, Sveti Kristofor i Nevis, Sveti Vincent i Grenadini, Sveta Lucija, Surinam, Trinidad i Tobago
Afrika
Južnoafrička Republika, Angola, Bocvana, Burkina Faso, Burundi, Zelenortska Republika, Demokratska Republika Kongo, Džibuti, Eritreja, Etiopija, Gabon, Gambija, Gana, Ekvatorska Gvineja, Gvineja Bisau, Gvineja, Mali, Mozambik, Namibija, Niger, Ruanda, Sveti Toma i Princip, Sejšeli, Sijera Leone, Esvatini, Čad, Uganda, Zimbabve, Zapadna Sahara, Alžir
Azija
Katar, Jemen, Laos, Pakistan, Istočni Timor, Indonezija
Europa
Italija, Švicarska, Ukrajina

## Vanjske poveznice
- ELAM (Cuba) official website (šp.)
- Curriculum and plan of studies  Arhivirana inačica izvorne stranice od 12. ožujka 2009. (Wayback Machine) (engl.)